# 3716 Petzval
3716 Petzval је астероид главног астероидног појаса са средњом удаљеношћу од Сунца која износи 2,396 астрономских јединица (АЈ).
Апсолутна магнитуда астероида је 13,9.